# Titularbistum Zenopolis in Lycia
Zenopolis in Lycia war eine antike Stadt in der römischen Provinz Lycia et Pamphylia bzw. Lycia an westliche Mittelmeerküste der Türkei.
Zenopolis in Lycia (ital.: Zenopoli di Licia) ist ein ehemaliges Bistum der römisch-katholischen Kirche und heute ein Titularbistum. Es gehörte der Kirchenprovinz Myra an.
| Titularbischöfe von Zenopolis in Lycia |                                              |                                                       |                    |                   |
| Nr.                                    | Name                                         | Amt                                                   | von                | bis               |
| 1                                      | Nestor Rita                                  | Kanoniker und Altarist am Petersdom (Vatikanstadt)    | 2. Dezember 1669   | 20. August 1670   |
| 2                                      | Juan Durán OdeM                              | Weihbischof in Cebu (Vizekönigreich Neuspanien)       | 19. August 1680    | 1691              |
| 3                                      | Giorgio Maria Lascaris OTheat                |                                                       | 29. Juni 1741      | 22. Juli 1754     |
| 4                                      | Filippo Niccolò Cecina                       | Koadjutorbischof von Volterra (Großherzogtum Toskana) | 15. Dezember 1755  | 9. Januar 1765    |
| 5                                      | Scipione Ardoino Alcontres OTheat            | Prälat von Santa Lucia del Mela (Italien)             | 19. Dezember 1768  | 17. Juni 1771     |
| 6                                      | Francisco de Lemos de Faria Pereira Coutinho | Koadjutorbischof von Coimbra (Portugal)               | 13. April 1774     | 29. August 1779   |
| 7                                      | Filippo Antonio Buffa OFMConv                | Weihbischof in Ostia (Italien)                        | 18. September 1780 | 10. November 1794 |
| 8                                      | Jan Chrzciciel Albertrandi                   | Weihbischof in Warschau (Polen)                       | 18. Dezember 1795  | 10. August 1808   |